# Zarewa liwada

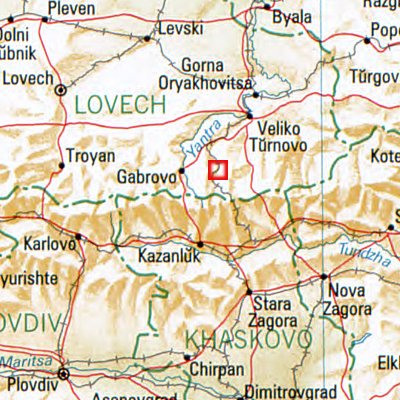
Zarewa liwada (rotes Viereck) – Bulgarien – Nachbarorte: Gabrowo, Trojan, Karlowo, Kasanlak, Stara Sagora, Tschirpan, Nowa Sagora, Weliko Tarnowo, Gorna Orjachowiza, Lewski, Bjala, Lowetsch, Plewen

Zarewa liwada [ˈtsarɛvɐ liˈvadɐ] (bulgarisch Царева ливада; wiss. Transliteration Careva livada, engl. Transkription Tsareva livada, auch Tzareva livada) ist ein Dorf in Nordbulgarien.

## Geografie
Das Dorf liegt in der Oblast Gabrowo, in der Gemeinde Drjanowo, 405 m über dem Meeresspiegel und hat 749 Einwohner. Es befindet sich auf der Bahnlinienstrecke Zarewa liwada–Gabrowo. Das Dorf ist 5 km von Drjanowo entfernt.

## Geschichte
Während der kommunistischen Herrschaft hieß das Dorf Warbanowo (bulgarisch Върбаново).
Zarewa liwada entstand im 18. oder 19. Jahrhundert und wurde wichtiger nach dem Aufbau der Bahnlinie am Anfang des 20. Jahrhunderts. Im Mittelalter war auf dem Hügel über dem Dorf der Sommerpalast des bulgarischen Zaren Iwan Assen des Zweiten.
Davon kommt sein Name – auf Bulgarisch „Zar“ bedeutet „König“ und „liwada“ – „Wiese“.
Koordinaten: 42° 56′ N, 25° 27′ O